# 上党道
上党道（じょうとう-どう）は汪兆銘政権華北政務委員会により設置された山西省の道。

## 沿革
1940年（民国29年）11月22日に設置された。

## 行政区画
廃止直前下部の11県を管轄した。（50音順）
- 高平県
- 壷関県
- 沁県
- 晋城県
- 襄垣県
- 長子県
- 長治県
- 屯留県
- 遼県
- 潞城県
- 和順県